# 전후민주주의
전후민주주의(일본어: 戦後民主主義 젠고민슈슈기[*])는 제2차 세계 대전 이후 일본에 보급된 민주주의 사상과 가치관을 총체적으로 이르는 말이다.
전후민주주의는 종종 전전 시대의 다이쇼 데모크라시와 대비되는 의미에서 사용된다. 전후민주주의라는 말은 다양한 문맥에서 사용되고 있지만, "전후민주주의"를 설명하는 학문적 정설은 아직 존재하지 않으며, 그 함의도 사용자에 따라 천차만별이라 해도 좋을 정도로 다르다. 다만 전후민주주의가 존중하는 공통의 가지로서 일본국 헌법에 제시된 주권재민, 평화주의, 기본권이 제시된다. 그런 점에서 전후민주주의는 일본국헌법을 배경으로 하는 셈이다. 일본국헌법과 나란히 교육기본법도 전후민주주의의 가치를 옹호하는 역할을 하고 있다.
다이쇼 데모크라시는 천황주권의 일본 제국 헌법을 민주주의적으로 해석하려는 시도였다(제창자인 요시노 사쿠조는 정부의 탄압을 피하기 위해 "데모크라시"를 "민주주의"가 아닌 "민본주의"라고 옮겼다). 때문에 기본권이 개인의 생득권으로 규정되지 않았다. 즉, 구미에서는 당연했던 천부인권설이 일본에는 보급되지 않았던 것이다. 또한 의원내각제도 헌법상 규정되어 있지 않아 헌정의 상도라는 개념으로 관습적으로 실현했다. 그래서 내각총리대신의 지도성이 확립되지 않아 내각에 입각한 다른 각료를 총리가 임의로 파면하지도 못하는 입장이었다. 군통수권은 천황에게 있었고, 내각은 통수권에 개입할 수 없었기 때문에 통수권을 방패로 한 군부의 폭주를 막을 법적인 힘도 내각과 의회에 없었다.
전후민주주의는 주권재민과 기본권을 기본원칙으로 가짐으로써 다이쇼 데모크라시의 약점을 극복한 것이다. 그러나 영국에서처럼 오랜 시간에 걸쳐 의회가 힘을 키우고 왕권을 제한함으로써 확립된 것이 아니라 포츠담 선언 수락 이후 일본 미군정의 강요에 따라 이루어진 일련의 개혁으로 속성되었다. 마치 막부봉건제를 대체했던 메이지 유신과 마찬가지로 위에서부터 아래로 하사된 것이다. 이 점에 전후민주주의의 약점과 딜레마가 있다고 한다. 전후민주주의의 비판자들은 현재의 일본국헌법을 "강요된 헌법"이라고 비판한다. 그러나 논지에 따라서는 군국주의 시절이 일탈이었던 것이고, 비록 전후 미국의 힘을 빌리긴 했으나 다이쇼 데모크라시 시대에 맹아가 발생했던(그러나 군국주의에 의해 그 싹이 잘린) 일본형 민주주의를 일본국헌법을 통해 실현했다는 시각도 있다. 실제로 국가사회주의자 기타 잇키가 제기한 문제들이 일본국헌법에 반영된 측면 등에 주목하면 이 주장이 아주 허무맹랑한 것은 아니다.
전후민주주의를 주도하는 오피니언 리더는 이른바 "진보적 문화인"과 상당 부분 겹친다. 마루야마 마사오・가와시마 타케요시・오쓰카 히사오・다케우치 요시미・쓰루미 슌스케・가토 슈이치・오에 겐자부로・오쓰카 에이지 등이 있다. 특히 오에와 오오츠카는 스스로 "전후민주주의자"를 자처하며 오에가 그 대표격으로 간주된다. 이미지적으로는 소위 "이와나미 문화인"과 친화성이 있는 것이다.

## 전후민주주의에 대한 갑론을박
주로 보수 쪽에서 “전후민주주의와 근대입헌주의로 인해 일본인은 공동체의식에 뿌리를 둔 양심을 잃었고, 이기주의로 치달았으며, 가부장제와 순결주의 등의 전통문화가 파괴되었다”고 주장한다.  이런 비판은 1955년 11월 자유민주당이 창당할 때 강령 등에서 말해진 것을 비롯해 1960년대에 후쿠다 쓰네아리 등의 보수논객들 사이에서 한참 논의되었다. 이런 논자들은 전후민주주의자들을 "좌익"이라고 공격한다. 확실히 전후민주주의는 "좌익"이라 할 수 있는 일본국내의 사회민주주의자나 공산주의자들의 지지를 받고 있다. 그러나 전후민주주의자가 반드시 좌익인 것은 아니며, 오히려 자유주의를 지향하는 사람이 많다.
우익 쪽에서는 『문화방위론』 등 많은 평론으로 전후민주주의를 비판한 미시마 유키오가 2차대전의 패전으로 인해 지금까지의 일본의 연속적인 문화적・역사적・정신적 가치의 일체가 “나쁜” 것으로 간주되고 “국민정신(오랜 민족의 역사 속에서 일본인이 기르고 키워온 전통과 문화의 결정체)”이 “주판을 떨어낸” 것과 같이 백지로 돌아갔다고 말했다. 미시마는 “문화적 가치(국민정신)”가 “정치적 가치(민주주의)”보다 하급한 것이 되어 버리고 양자 간에 “대단한 차이”가 발생했다고 인식함에 따라, 전후민주주의로 인한 근대적 현상인 대중사회를 “모든 것을 다 삼켜버릴 것 같은 괴물 같은 무서운 것”으로 여기고 있다. 그리고 전후 대중사회에서 제1로 우선되는 가치관은 “돈을 벌어 매일을 즐겁게 사는 것”이며, 그 때문에 자국의 소중한 문화건 재산이건 “재미 없으면 닥치는 대로 버려버리는” 것으로 됨을 미시마는 우려했다. 그러면서 “국민정신”이 잠식당한 대중이 “정치에 관심을 갖는다”는 “보기에 좋은 일”에 관하여 진지하게 생각하지 않고 지성임처럼 보이고 싶다는 마음만으로 일본사회당에 투표하거나 일본공산당이 지지하는 미노베 료키치를 도지사로 만든다고 그 "위험함"을 지적했다.
한편, 스펙트럼상 극좌에 속하는 신좌파는 평화주의와 의회주의 같은 전후민주주의의 가치관을 공격한다. 특히 1960년대말-1970년대초에 요시모토 타카아키 등의 반권위주의적 입장에서 전후민주주의를 비판하는 조류가 당대 젊은이들에게 뜨거운 지지를 받았다. 이들 신좌파가 이끈 학생운동의 과격화의 배경에는 자유주의 성향의 전후민주주의와 그에 영합하는 공산당・사회당 양대 혁신정당에 대한 비판이 있었다. 이로부터 알 수 있듯 전후민주주의의 기본 방향성에 의문을 품고 있는 사람은 보수파나 우익만 있는 것이 아니다. 또한 보수세력에서 비판하는 것이 “민주주의” 자체가 아니라 “전후민주주의”임에도 주목해야 한다. “전후민주주의”라는 말의 정의 자체가 혁신세력과 보수세력에서 다르게 사용된다.
전후민주주의와 유사한 개념으로서 전후 레짐이 있다. 이는 전후민주주의와 동일한 것은 아니지만, 일본국헌법과 미일안보가 동전의 앞뒷면이라는 인식하에 일본이 처한 세계에서의 입지를 의미한다. 전후 레짐의 특징은 요시다 시게루의 노선이었던 경무장 경제발전노선(요시다 독트린)이었다. 원래 일본 보수세력 본류의 가치관이 이것으로서, 개헌을 사실상 보류한 이케다 내각 이후 전후 레짐이 확립되었다고 본다. 전후정치학의 맥락에서 말하는 자민당내 "보수 주류"는 요시다 노선을 계승한 광지회다. 이 보수 주류와 전후 레짐 주도세력이 겹치며, 광지회 계열은 기본적으로 일본국헌법에 호헌 노선이었다. 대표적인 호헌파 미야자와 기이치가 이 광지회 출신이다. 이런 의미에서 "전후민주주의자"와 보수 주류파가 겹치는 부분이 있다. 보수연하는 전후민주주의 비판자들은 전후민주주의자를 "좌익"이라고 부르지만, 사실은 전후 레짐의 개념틀로 보면 오히려 전후민주주의자가 보수세력인 것이다.
원래 이와나미 문화인에 속했지만 안보투쟁 때 그들과 괴리한 시미즈 이쿠타로는 전후민주주의의 가치체계는 전전의 치안유지법에 대한 지식인들의 복수심이며, 마루야마 마사오가 말하는 “회한공동체”란 사실 “원한공동체”였던 것이라고 말했다.

### 전후민주주의 비판의 논거들
- 일본 제국의 국책에 대한 반테제로서의 민주주의기 때문에, 전전 사회풍조에 대해 부정적이다.
- 일본국 헌법 제9조의 부전조항은 완전한 비무장 무방비 무저항을 규정하여 국가주권과 조국방위・민족독립을 전부 부정하는 것을 절대시하는 반전전체주의 이념이다(국가의 자위권을 긍정하고, 또한 국가가 우선 있어야 국민이 있다는 뜻이다).
- "개인의 자유"를 절대시하고 이를 부정하는 집단이나 조직의 기본 방향, 룰, 결정을 기본적으로 악으로 간주하는 사(私)우선의 사회조류이다(쓰지 하지메).
- 전후민주주의는 도쿄재판 사관에 근거하고 있어, "일본의 국가관료가 하는 것은 모두 믿을 수 없고 구미에나 진정한 민주주의가 힘을 발휘하고 있다"는 명제가 전제되는 민주주의다(오케타니 히데아키).
- 전후민주주의의 도쿄재판 사관에 바탕을 둔 역사교육은 자학사관으로 특징화되어 무사안일주의와 애국심・민족자긍심의 결여 등 폐해를 낳은 원인이다(새역모, 일본회의).
- 소위 진보적 문화인과 국내외 반일주의자에 대한 인적 비판.
- 일본 국민 대부분이 "전후민주주의"를 분위기적인 것으로만 받아들여 자유와 권리는 누리지만 책임과 의무는 다하지 않는다는 시각.
- "전후민주주의"라는 말 자체가 지식인과 교양인을 나타내는 일종의 캐치프레이즈, 화두에 불과하며, 그 내막은 엄밀하게 물어진 바 없어 알맹이가 희박하다는 비판.
- 민주주의를 자칭하면서도 실제로는 부락민 등의 차별이 만연한 전후민주주의 사회는 진짜 민주주의와는 거리가 멀다는 입장(일본사회당・일본공산당. 다만 혁신양당은 전후민주주의를 유지해가면서 고쳐나갈 보완물로 규정했다).
- 전후민주주의의 평화주의 가치관 자체가 부르주아적이라는 비판(신좌파).

### 전후민주주의 옹호의 논거들
- 일본인은 기나긴 봉건제에 시달려 왔고 전후에야 겨우 개인이 존중되는 사회가 실현되었다.
- 완벽하지는 못하지만 현행 헌법에 명시된 사상과 신조의 자유, 학문의 자유, 양심의 자유 등 개인의 내면에 관한 자유가 인정받음으로써 예전같은 권력에 의한 사상탄압과 공권력의 학문에 대한 개입, 개인 내면에 대한 개입이 없는 세상이 일본사상 처음으로 성사되었다.
- 일본이 잘못된 전쟁에 대한 반성으로 평화주의를 택하고 국외에 전력을 행사하지 않겠다는 길을 택함으로써 국제사회에 신용받는 국가가 되었다.
- 자유, 인권, 평등 등 여러 가치는 인류보편의 가치인데, 일본에서는 전후에야 처음으로 모든 사람에게 보장된 것이다.
- 무가정권이나 메이지 정부 등 중근대의 일본 정부들은 모두 서민이 선택해 수립한 정부가 아니었고, 전후에야 비로소 국민의 선거에 의해 정부를 선택할 수 있게 된 것이다.
- 현행 일본국헌법이 보장하는 여러 가치들 덕분에 압도적 대다수 국민이 해방되어 자신의 의사에 따라 학문을 하고 자리를 잡는 사회가 되었다.

## 참고 자료
- 《決定版 三島由紀夫全集35巻 評論10》, 新潮社, 2003년 10월, ISBN 978-4106425752
- 《決定版 三島由紀夫全集36巻 評論11》, 新潮社, 2003년 11월, ISBN 978-4106425769
- 《決定版 三島由紀夫全集41巻 音声(CD)》, 新潮社, 2004년 9월, ISBN 978-4106425813